# Dance Dynamite World Grand Prix
Dance Dynamite World Grand Prix（ダンス・ダイナマイト・ワールドグランプリ、DDWGP）とは、2007年から秋（10月）に、愛知県名古屋市にあるオアシス21銀河の広場に特設ステージを設置して開催されている日本初のブレイクダンスの世界大会である。

## 概要
世界各地で開催されているB-boy Battleの覇者を招集し、真の世界一を決めようというコンセプトでスタートした。2008年からhoyuが冠スポンサーに付き、名称が「hoyu Dance Dynamite World Grand Prix」に改名されている。
世界大会の前に「一般B-boyバトル」と「キッズストリートダンスコンテスト」も開催され、「一般B-boyバトル」の上位入賞チームは、世界戦の1回戦で世界の強豪とバトルを行う。

## 沿革

### 2009年度大会
2009年度の大会は、2009年10月31日に開催された。
この年に招集されたチームは、昨年の大会優勝チームでディフェンディングチャンピオンとして韓国からT.I.P CREW。アメリカ・カナダの連合チームILL-Abilites。ロシアからTOP9。
日本からの参加は、一般参加バトルから勝ち上がった、REAL 忍者、WILD STYLE、Mortal Combat、SOPHIA ORANGUTANG、AFROCK ALLSTARSの5チームが世界戦への挑戦権を獲得した。
2009年どの大会では、ヒューマンビートボクサー「MaL」によるシークレットゲストパフォーマンスの開催や、名古屋開府400年記念事業に関連し現役の市長である河村たかしの登壇などもあり、今までにまして、ボリュームを増した大会となった。

### 2008年度大会
2008年度の大会は、2008年10月4日に開催された。
この年に招集されたチームは、アメリカからMASSIVE MONKEES。フランスからWANTED。韓国からT.I.P CREW。この年から日本代表の招集は無くなり、一般B-boyバトルからの勝ち上がり枠を増やし、勝ち上がったチームを「日本代表」と位置づけるようになった。

### 2007年度大会
初年度となる2007年度の大会は、2007年10月6日に開催された。
この年に招集されたチームは、アメリカからMIND 180。フランスからWANTED。韓国からGAMBLER。日本代表としてMORTAL COMBATが参戦。

## リゾルト

### 2009年度大会
優勝：T.I.P CREW（韓国）
2位：ILL-Abilites（アメリカ・カナダ連合）
3位：MORTAL COMBAT（日本）

### 2008年度大会
優勝：T.I.P CREW（韓国）
2位：WANTED（フランス）
3位：MORTAL COMBAT（日本）

### 2007年度大会
優勝：WANTED（フランス）
2位：MIND 180（アメリカ）
3位：GAMBLER（韓国)

### 来場者数
オフィシャルのHPにて公開されている来場者数は
- 2009年度、61,500人。
- 2008年度、61,200人。
- 2007年度、52,300人。

会場となる「オアシス21」はオープンスペースという立地と、一般の観戦は無料、近年のダンスブームという好条件を反映した来場者数ではないだろうか。

## ジャッジ
ダンスコンテストにおいて「審査員」も一つの大きな要素となる。
Dance Dynamite World Grand Prixでは世界戦らしく、審査員も多国籍な面々を揃えている。

### 2009年度ジャッジ
- Y-NOT（アメリカ / Rock Steady Crew）
- Lee Woo Sung（韓国 / EXPRESSION）
- Takeo Miyata（日本 / Spartanic Rockers）
- KAZUYASU（日本 / SUW Wear）
- B-Boy KAZUHIRO（日本 / All Area）

キッズダンスコンテストの審査員は地元のダンサーが中心。
- DE LA YASU（MIAMI FACE）
- KATSU（MASH BRUSH）
- HONEY WAXX AYA（Jelly Belly）
- KENJI（PINOCCHIO）
- ENGIN#9（New York City Breakers / Nagoya Electric Complex）

### 2007年度・2008年度ジャッジ
- Y-NOT（アメリカ / Rock Steady Crew）
- MACHINE（日本 / Angel Dust Breakers）
- Lee Woo Sung（韓国 / EXPRESSION）
- LAMINE（フランス / Vagabonds Crew）
- Takeo Miyata（日本 / Spartanic Rockers）

キッズダンスコンテストの審査員は地元のダンサーが中心。
- DE LA YASU（MIAMI FACE）
- KATSU（MASH BRUSH）
- HONEY WAXX AYA（Jelly Belly）
- Takeo Miyata（Spartanic Rockers）
- ENGIN#9（New York City Breakers / Nagoya Electric Complex）

## メディア
2007年度の大会は、地元名古屋にあるテレビ局東海テレビが特別番組を放送。2008年度の大会は、三重テレビがローカルエリアで、ゴールデンタイムに90分枠で放送。2009年度の大会は、11月29日の深夜に東海テレビが特別番組として放送した。